# Roclincourt
Roclincourt település Franciaországban, Pas-de-Calais megyében. Lakosainak száma 786 fő (2022. január 1.). Roclincourt Thélus, Bailleul-Sir-Berthoult, Écurie, Neuville-Saint-Vaast, Sainte-Catherine, Saint-Laurent-Blangy és Saint-Nicolas községekkel határos.

## Népesség
A település népessége az elmúlt években az alábbi módon változott:
| Lakosok száma | 777  | 764  | 789  | 782  | 792  | 784  | 783  | 777  | 786  |
|               | 2013 | 2015 | 2016 | 2017 | 2018 | 2019 | 2020 | 2021 | 2022 |